# Subsídio ferroviário
Muitos países oferecem subsídios às suas ferrovias por causa dos benefícios sociais e econômicos que ela traz. Os benefícios econômicos podem ajudar muito no financiamento da rede ferroviária. Esses países geralmente também financiam ou subsidiam a construção de estradas e, portanto, efetivamente também subsidiam o transporte rodoviário.

## Benefícios sociais e econômicos do transporte ferroviário
As ferrovias canalizam o crescimento para aglomerações urbanas densas e ao longo de suas ramificações. Esses arranjos ajudam a regenerar as cidades, aumentar a receita de impostos locais, aumentar os valores das moradias e incentivar o desenvolvimento de uso misto. Por outro lado, uma política de expansão de rodovias, que é mais típica nos EUA, promove o desenvolvimento de subúrbios, contribuindo para o aumento de quilômetros percorridos por veículos, emissões de carbono, desenvolvimento de espaços verdes e esgotamento de reservas naturais.

## Ferrovia moderna como indicador de desenvolvimento econômico
Economistas de desenvolvimento europeus argumentaram que a existência de infraestrutura ferroviária moderna é um indicador significativo do avanço econômico de um país: essa perspectiva é ilustrada principalmente pelo Índice de Infraestrutura Básica de Transporte Ferroviário (conhecido como Índice BRTI).

## Subsídios por país

### Europa

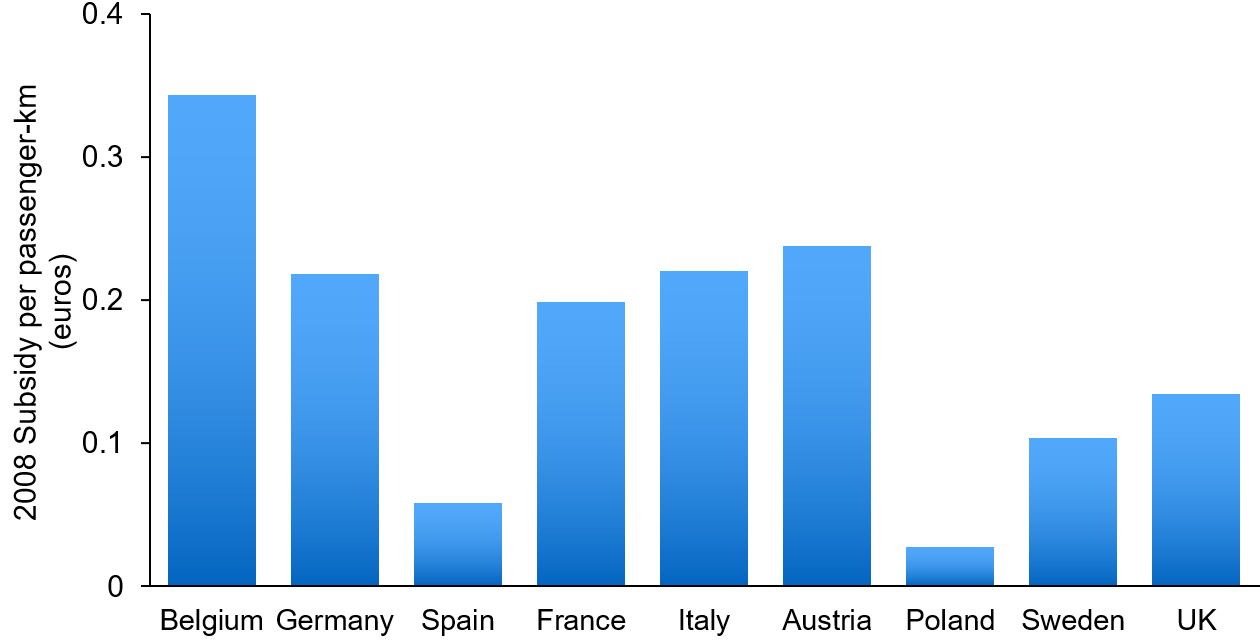
Subsídios ferroviários europeus em euros por passageiro-km para 2008

Os subsídios ferroviários totais da União Europeia ascenderam a 73 mil milhões de euros em 2005.
| País        | Subsídio em bilhões de euros | Ano  | Bilhões de passageiros-km percorridos em 2014 |
| ----------- | ---------------------------- | ---- | --------------------------------------------- |
| Alemanha    | 17,0                         | 2014 | 79,3                                          |
| França      | 13.2                         | 2013 | 83,9                                          |
| Itália      | 7.6                          | 2012 | 39,7                                          |
| Suíça       | 5,8                          | 2012 | 18,4                                          |
| Espanha     | 5.1                          | 2015 | 24,5                                          |
| Reino Unido | 4.4                          | 2016 | 65,1                                          |
| Bélgica     | 2,8                          | 2012 | 10,8                                          |
| Holanda     | 2,5                          | 2014 | 17                                            |
| Áustria     | 3.7                          | 2021 | 11.4                                          |
| Dinamarca   | 1,7                          | 2008 | 5,8                                           |
| Suécia      | 1,6                          | 2009 | 6.1                                           |
| Polônia     | 1,4                          | 2008 | 11,9                                          |
| Irlanda     | 0,91                         | 2008 | 1,7                                           |

### China
Em 2015, os gastos totais domésticos em ferrovias da China foram de US$ 128 bilhões e com estimativa que permaneceriam em uma taxa semelhante para o resto do próximo período de cinco anos do país (2016-2020).

### Índia
As ferrovias indianas são subsidiadas por cerca de Rs 2,4 trilhões (US$ 35,8 bilhões), dos quais cerca de 60% vão para trens urbanos e viagens de curta distância.

### Estados Unidos
Os subsídios em 2012 para a Amtrak (sistema ferroviário de passageiros) foram de cerca de US$ 1,4 bilhão.

### Rússia
No total, a Russian Railways recebe 112 bilhões de rublos (cerca de US$ 1,5 bilhão) anualmente do governo.

### Japão
A rede ferroviária privatizada no Japão requer poucos subsídios. As três maiores empresas, JR East, JR Central e JR-West (que respondem por 60% do mercado de passageiros) não recebem subsídio estatal.
 